# Santessonia namibensis
Santessonia namibensis är en lavart som beskrevs av Hale & Vobis 1978. Santessonia namibensis ingår i släktet Santessonia och familjen Caliciaceae.   Inga underarter finns listade i Catalogue of Life.